# Nicolaus Schmidt
 Nicolaus Schmidt  (Arnis (Alemanya), 1 de gener de 1953) és un artista i activista alemany.

## Biografia
Nicolaus Schmidt va estudiar a la Universitat d'Arts Visuals d'Hamburg a principis dels anys 1970. Schmidt sempre ha contemplat la creació artística com un entre diversos camps d'actuació. En la seva etapa universitària va fundar la Rosa, una de les primeres revistes de l'incipient moviment gai. Als anys 1980 va sumar a la seva activitat artística la militància en favor de l'ajuda al desenvolupament. Entre 1984 i 1988 va ser coordinador general de l'organització d'ajuda a la infància Terre des hommes Alemanya. Des de 1991 viu com a artista visual independent al barri del Prenzlauer Berg (Berlín), on sovint exposa.

## Obra
Intervencions

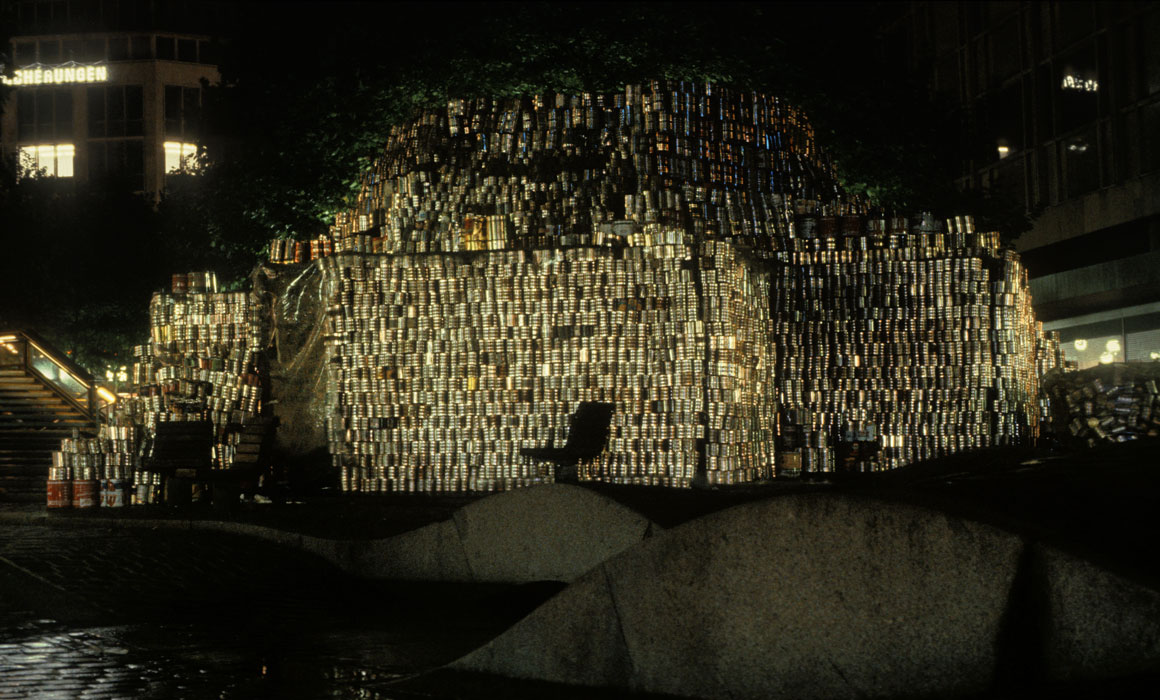
Acció Cerro Rico, Hamburg 1982

El 1982, Nicolaus Schmidt va unir l'art en l'espai públic amb la lluita per a l'ajuda al desenvolupament en l'«Acció Cerro Rico». Gràcies a una campanya mediàtica van recollir-se 100.000 llaunes d'alumini. Amb elles es va construir de manera simbòlica una gran muntanya platejada al centre d'Hamburg, que feia referència a la muntanya homònima Cerro Rico de Potosí a Bolívia. Amb aquesta acció volia recordar el saqueig històric de la riquesa dels pobles sud-americans per part de les nacions europees i cridar l'atenció davant del problema actual del treball infantil en aquesta zona. L'Acció Cerro Rico ha servit com a exemple a moltes campanyes de sensibilització a favor de l'ajuda al desenvolupament.
El 2008, amb Christoph Radke va col·laborar en l'espai públic amb l'obra Reconcstrucció! durant el desè Portes Obertes al Cabanyal, València. En aquest projecte els artistes protesten contra la demolició parcial del barri, de gran valor històric i arquitectònic per la construcció d'una carretera de connexió del centre de la ciutat amb la platja.
Projectes (Pintura i Fotografia)
Des de finals dels anys 1980 Nicolaus Schmidt es dedica als morfogrames. Morfogrames són una forma de lletres imaginades, en una cal·ligrafia a partir de formes de cossos humans. Ideats com pintura o treballs gràfics, més endavant han donat lloc a obres tridimensionals.
Des de 2004, treballa al projecte «Cosmografia Gayhane», que presenta una barreja de les cultures oriental i occidental. El projecte gira al voltant d'una de les peculiaritats de la vida nocturna berlinesa: les festes gais i lèsbiques turques Gayhane al club berlinès «SO 36», un dels rars llocs d'encontres de la comunitat LGBT turca de Berlín, «la major metropoli turca l'oest d'Istanbul». Schmidt combina retrats fotogràfics de participants amb els seus signes morfogràfics, una cal·ligrafia il·lisible, inspirada de la cal·ligrafia àraba. A més, el 2007 col·labora amb un grup de breakdancers a Nova York, el New York Breakdancers Project.

## Exposicions
- 1987: Vés-Vie-Lu, Kunstverein Geheim, Hamburg
- 1992: Galerie Graf & Schelble, Basilea
- 1994: Morphogramme, städtisches Museum Flensburg
- 1997: 26 Morphogramme eines jungen Mannes (26 Morfogrames d'un home jove), Galerie ACUD, Berlín.
- 2006: Gayhane, Ebene+14, Hamburg
- 2008: Kosmographie Gayhane, Casal alemanya a la Universitat de Nova York
- 2008: Reconstrucció!, 10è Portes Obertes, València[6]
- 2015: Diversity and Strength – Photographs of Women in India, India International Centre, Neu-Delhi, Indien
- 2015: MONSIEUR VUONG, Galerie der Kunststiftung K52, Berlin
- 2016: Frauen in Indien: Stärke und Vielfalt, Galerie Schwartzsche Villa, Berlin
- 2016: BREAKIN' THE CITY, VHS-Photogalerie, Stuttgart
- 2016: Topografie und Mythos (con Tuguldur Yondonjamts), Galerie der Kunststiftung K52, Berlin
- 2017: INDIA WOMEN, VHS-Photogalerie, Stuttgart
- 2018: Deutschland in Vietnam, Deutsches Haus Ho Chi Minh City, Ho-Chi-Minh-Stadt